# Sulli Choi
Choi Jin-ri (29 tháng 3 năm 1994 – 14 tháng 10 năm 2019), thường được biết đến với nghệ danh Sulli hay Sulli Choi, là một cố nữ ca sĩ, diễn viên, người mẫu người Hàn Quốc. Cô ra mắt lần đầu với vai trò diễn viên nhí và tham gia vai phụ trong bộ phim truyền hình cổ trang Bài ca Seodong của đài SBS năm (2005). Sau đó, cô nhận được một số vai khách mời trong các phim truyền hình như Love Needs a Miracle (2005) và Drama City (2007), phim điện ảnh Vacation (2006). Sau đó cô xuất hiện trong các phim điện ảnh độc lập như Punch Lady (2007) và BA:BO (2008), phim Punch Lady là bộ phim kịch tính đáng chú ý đầu tiên của Sulli.
Sulli được biết đến với tư cách  thành viên của nhóm nhạc nữ F(x) được thành lập vào năm 2009. Nhóm đã đạt được thành công về mặt thương mại và từ giới phê bình, với bốn đĩa đơn số một tại Hàn Quốc và được quốc tế công nhận sau khi trở thành nghệ sĩ Kpop đầu tiên biểu diễn tại South by Southwest. Đồng thời với sự nghiệp âm nhạc của mình, Sulli trở lại diễn xuất bằng việc tham gia bộ phim truyền hình tình cảm hài của SBS là To the Beautiful You (2012), chuyển thể từ truyện tranh shōjo manga Nhật Bản Hana-Kimi. Nhờ sự thể hiện trong bộ phim này mà Sulli đã nhận hai giải thưởng SBS Drama Awards và một để cử tại Lễ trao giải thưởng nghệ thuật Baeksang lần thứ 49. Sự nghiệp diễn xuất của Sulli có bước tiến đáng kể khi cô tham gia phim điện ảnh thuộc thể loại anh hủng viễn tưởng The Pirates (2014) và phim điện ảnh thể loại hư cấu tuổi trưởng thành Fashion King (2014). Trong suốt quá trình quảng bá phim The Pirates, Sulli phải tạm dừng hoạt động vì vấn đề sức khỏe và sau một năm vắng bóng trong việc quảng bá với F(x), cô rời nhóm vào tháng 8 năm 2015. Từ năm 2015 đến 2017, cô bắt đầu một số chiến dịch người mẫu trước khi trở thành đại diện thương hiệu toàn cầu của Estée Lauder. Sulli thu hút sự chú ý với vai diễn trong phim giả tưởng Real (2017).
Sau đó, cô trở lại ngành công nghiệp âm nhạc vào năm 2018, được mời góp giọng cho đĩa đơn của nam ca sĩ Dean có tên "Dayfly" và phát hành đĩa đơn đầu tay cá nhân mang tên "Goblin" vào tháng 6 năm 2019, đây cũng là dự án âm nhạc cuối cùng của cô trước khi cô tự sát. Sulli mặc dù được công nhận là một nhân vật có sức ảnh hưởng lớn trong nền văn hóa đại chúng Hàn Quốc, nhưng cô cũng phải nhận về nhiều ý kiến chỉ trích từ khán giả vì thói quen diện trang phục hở hang, phản cảm của mình.

## Tiểu sử
Sulli Choi sinh ra tại thành phố Busan trong gia đình có hai anh trai là Choi Gun Hee và Choi Dae Hee, và một em trai. Năm 2004, cô chuyển đến Seoul khi học lớp 4 và được đào tạo tại học viện diễn xuất MTM Actor Academy. Một năm sau, cô chính thức bắt đầu sự nghiệp diễn xuất với vai công chúa Sun-hwa lúc nhỏ trong phim truyền hình cổ trang đình đám Bài ca Seo-dong và tham gia một vai nhỏ trong phim Love Needs a Miracle của SBS.
Cô đã tham gia thử giọng tại cuộc thi SM Audition Casting System bằng việc thể hiện ca khúc của nhóm nữ S.E.S. có tên "Chingu" (Bạn bè). Sau đó chính thức trở thành thực tập sinh và chuyển vào sống tại ký túc xá của SM. Năm 2009, cô ra mắt với tư cách ca sĩ cùng nhóm nhạc f(x) với 4 thành viên khác dưới sự quản lý của SM Entertainment với nghệ danh Sulli.
Sulli từng học tại trường tiểu học Jungbu (중부초등학교) tại Busan, sau đó chuyển vào trường tiểu học Seoul Cheongdam, trường cấp 2 Cheongdam (청담중학교). Cô tốt nghiệp trung học Biểu diễn Nghệ thuật Seoul (서울공연예술고등학교) và từng là người đại diện hình ảnh trên trang chủ của trường.

## Sự nghiệp

### 2005–2008: Khởi đầu sự nghiệp
Năm 2005, Sulli bắt đầu sự nghiệp diễn xuất từ năm 11 tuổi khi được chọn vào vai Công chúa Seonhwa của Silla lúc nhỏ trong phim truyền hình cổ trang Bài ca Seodong của đài truyền hình SBS. Cô tiếp tục đảm nhận những vai phụ trong các bộ phim truyền hình và phim điện ảnh như Vacation (2006), Punch Lady (2007), The Flower Girl is Here (2007) và BABO (2008).
Khi Sulli học lớp 4, cô đã tham dự một buổi thử giọng của SM Entertainment, trong đó cô đã hát S.E.S. bài hát có tựa đề Chingu ("Friend"). Sau buổi thử giọng, cô chính thức được chọn vào vai S.M. thực tập sinh và trong cùng năm đó, chuyển đến ký túc xá cùng với TaeYeon và Tiffany của Girls' Generation.

### 2009–2017: Ra mắt cùng f(x), tạm ngừng hoạt động và tiếp tục sự nghiệp diễn xuất

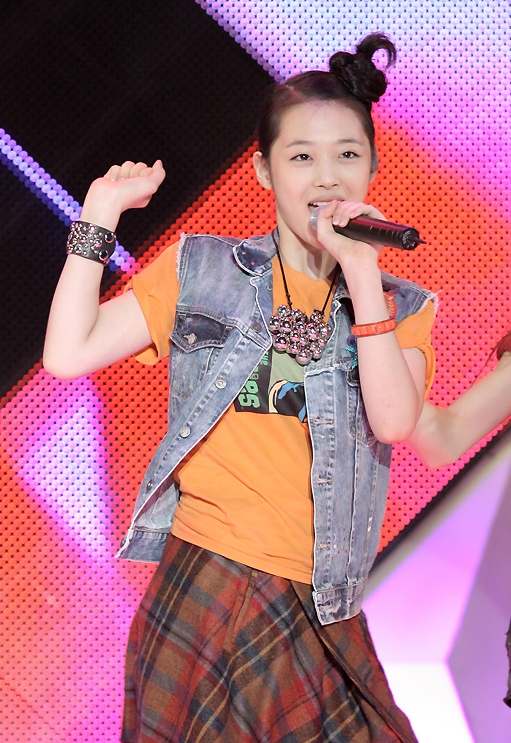
Sulli biểu diễn ca khúc "LA chA TA" cùng f(x) vào tháng 9 năm 2009.

Vào ngày 5 tháng 9 năm 2009, cô ra mắt với tư cách là thành viên của nhóm F(x), với đĩa đơn "La Cha Ta".
Tháng  8 năm 2012, Sulli tham gia vai nữ chính trong phim truyền hình To the Beautiful You, dựa trên bộ truyện tranh shoujo nổi tiếng Hanazakari no Kimitachie của Nhật Bản. Bộ phim truyền hình bắt đầu phát sóng vào ngày 15 tháng 8 năm 2012 trên kênh SBS. Sulli vào vai Gu Jae-hee, cô gái cải trang thành nam sinh để vào học cùng trường với người cô thầm thích. Để chuẩn bị cho vai diễn này Sulli vốn được nhớ đến với mái tóc dài đã cắt bớt 60 cm tóc. Sau đó, nhờ vai diễn này đã đem lại giải Ngôi sao mới cho cô tại lê trai giải SBS Drama Awards.
Năm 2013, Sulli và bạn cùng nhóm Krystal Jung trở thành gương mặt đại diện mới của thương hiệu mỹ phẩm Etude House.

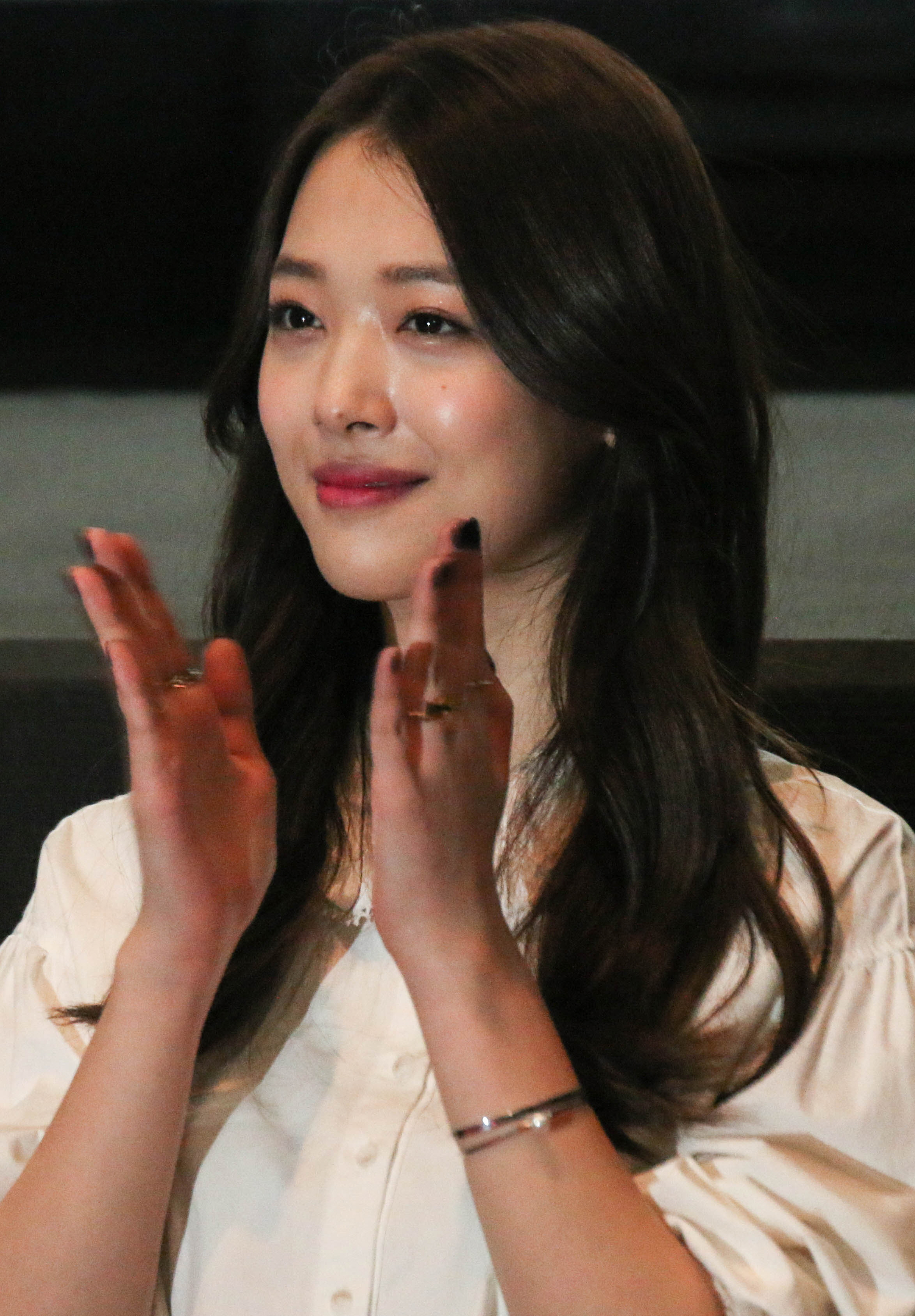
Sulli trong một buổi ra mắt phim điện ảnh Fashion King vào tháng 11 năm 2014

Ngày 24 tháng 7 năm 2014, giữa đợt quảng bá album Red Light của nhóm F(x), SM Entertainment đã thông báo rằng Sulli quyết định tạm rời khỏi ngành giải trí Hàn Quốc do kiệt sức về tinh thần và thể chất từ những bình luận ác ý liên tục và tin đồn về việc cô hẹn hò với rapper Choiza của Dynamic Duo (mối quan hệ chưa được xác nhận vào thời điểm đó) cùng những tin đồn bịa đặt cô mang thai.
Ngoài ra, do việc tạm ngưng hoạt động, cô đã vắng mặt trong thời gian quảng bá phim điện ảnh cổ trang The Pirates (2014) cùng với Son Ye-jin và Kim Nam-gil. Trong phim Sulli vào một vai phụ tên Heuk-myo, một cô gái trẻ trở thành cướp biển sau khi được nữ thuyền trưởng cứu.  Tuy nhiên, sau đó cùng năm đó, cô đã tiếp tục sự nghiệp diễn xuất của mình bằng cách tham dự buổi quảng bá của phim tình cảm hài Fashion King, dựa trên bộ truyện tranh webtoon cùng tên, trong phim này cô đóng vai chính bên cạnh các nam diễn viên Joo Won và Kim Sung-oh.

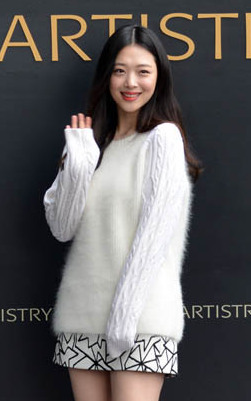
Sulli tại sự kiện K-Beauty Close-Up by Artology vào tháng 9 năm 2015.

Tháng 8 năm 2015, sau một năm vắng mặt, công ty quản lý thông báo Sulli đã chính thức rút khỏi nhóm nhạc nữ F(x).
Năm 2017, Sulli tham gia phim điện ảnh thuộc thể loại giả tưởng Real cùng nam diễn viên Kim Soo-hyun.

### 2018–2019: Sự nghiệp solo và những dự án cuối cùng
Sulli là ca sĩ góp giọng trong đĩa đơn "Dayfly" của Dean, được phát hành vào ngày 9 tháng 11 năm 2018 và là đĩa đơn đầu tiên của cô kể từ khi rời f(x) vào năm 2015. Vào ngày 29 tháng 6 năm 2019, Sulli ra mắt với tư cách nghệ sĩ solo với album đơn "Goblin", trong đó cô đồng sáng tác và đồng sản xuất tất cả các ca khúc, đồng thời tổ chức sân khấu đặc biệt Peaches Go!blin cùng ngày. tại Nhà hát SM Town.

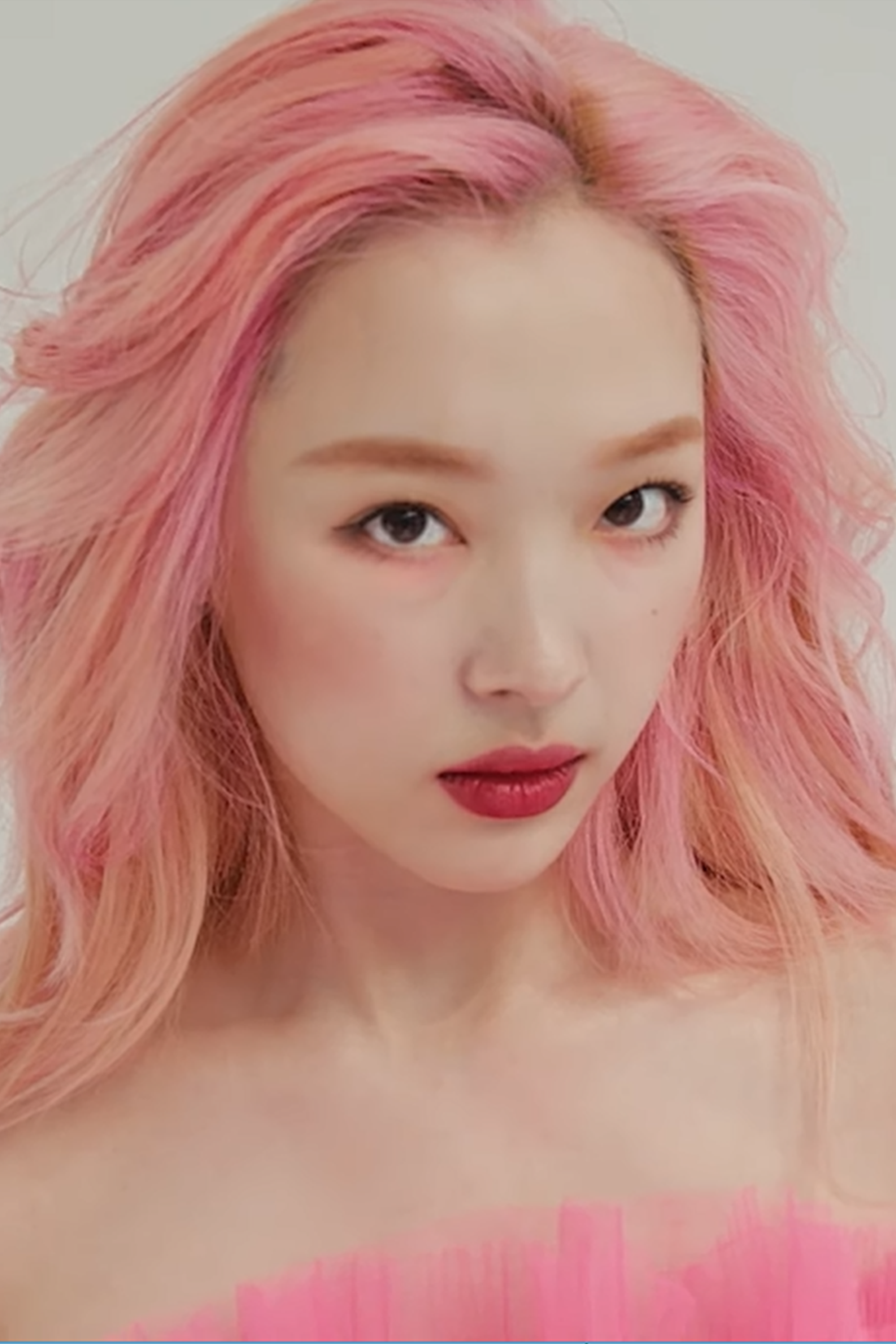
Sulli trong buổi chụp hình quảng cáo cho Esteé Lauder vào tháng 7 năm 2019

Năm 2019, Sulli tham gia chương trình The Night of Hate Comments của JTBC2, thảo luận về phản ứng của người nổi tiếng trước những bình luận thù ghét, tin đồn ác ý và hành vi bắt nạt qua mạng mà họ gặp phải.
Sulli đã được chọn vào vai chính trong phần hai của loạt phim Persona trên Netflix. Vào ngày 23 tháng 10 năm 2019, [mMystic Story tiết lộ rằng họ đã quyết định tạm thời ngừng sản xuất vì Sulli đột ngột qua đời.

## Hình ảnh công chúng
— Sulli trong tập đầu tiên của chương trình The Night of Hate Comments năm 2019
Sau khi rời nhóm f(x), Sulli nhận được sự chú ý của báo giới vì cá tính không theo chuẩn mực thường thấy đã thu hút nhiều luồng ý kiến trái chiều từ công chúng.
Một số thành viên trên các phương tiện truyền thông gắn mác cho cô là "lập dị" và "tư duy đi trước thời cuộc", trong khi các phương tiện truyền thông bảo thủ coi cô là "không phù hợp" và "vô lý". Cá tính của Sulli đã bị nhại lại trong chương trình Saturday Night Live Korea.
Một số phương tiện truyền thông cho rằng phản ứng dữ dội chống lại Sulli là thực tế rằng hình ảnh của cô không được giữ gìn cẩn trọng như nhiều đồng nghiệp trong ngành công nghiệp thần tượng và cô trực tiếp thách thức những kỳ vọng xã hội đối với phụ nữ theo văn hóa Hàn Quốc. Associated Press mô tả Sulli là một người "được biết đến với giọng nói nữ quyền và sự thẳng thắn hiếm thấy trong số những nghệ sĩ nữ giữ gìn hỉnh ảnh một cách bảo thủ sâu sắc ở Hàn Quốc." 
Vào ngày 14 tháng 8 năm 2018, Sulli bày tỏ sự ủng hộ cho Ngày Phụ nữ Giải khuây, một ngày tưởng niệm quốc gia để tôn vinh các nạn nhân từng thuộc chế độ nô lệ tình dục trong Chiến tranh thế giới thứ hai của Quân đội Hoàng gia Nhật Bản. Ngoài ra, Sulli tuyên bố rằng cô là một người ủng hộ cho phong trào không  áo ngực, trước đây từng bị một số bài đăng chỉ trích vì không mặc áo ngực trên phương tiện truyền thông xã hội.
Sulli, trong đời thực, đã lên tiếng chống lại bạo lực mạng, điều này ảnh hưởng đến cá nhân cô vì cô thường là mục tiêu của những bình luận tiêu cực khi đăng ảnh cá nhân công khai lên mạng xã hội. Cô bày tỏ hy vọng rằng mọi người có thể chấp nhận sự khác biệt của nhau và nói:
| “ | "Có nhiều kiểu người đặc biệt ở đất nước này cùng nhiều tài năng và tôi cảm thấy như họ đang lãng phí điều đó bằng việc dồn năng lượng của mình vào việc phê phán người khác như thế này." | ” |

Theo sau sự xuất hiện của Sulli trên chương trình tạp kỹ The Night of Hate Comments của đài the JTBC2, Jeff Benjamin của Billboard K-Town bày tỏ rằng sự xuất hiện của Sulli trong chương trình dường như phản ánh lối sống gây tranh cãi của cô. Anh nói rằng, "với tư cách là người dẫn chương trình trẻ nhất và thẳng thắn nhất", cô đã nói về nhiều chủ đề cá nhân, bao gồm "tin đồn mang thai, kế hoạch gia đình, sở thích hẹn hò và nhiều hơn nữa".
Sulli là một nghệ sĩ, với một trong những bức vẽ của cô ấy (chú thích là Chân dung Minh họa) là nguồn cảm hứng cho bài hát Red Queen" thuộc album Chat-Shire năm 2015 của nữ ca sĩ IU. Sulli cũng là nguồn cảm hứng cho ca khúc "Peach" của IU.

## Đời tư
Trước khi ra mắt với vai trò diễn viên nhí và sau khi ký hợp đồng với SM Entertainment, nghệ danh của cô đã được đổi từ Choi Jin-ri; có nghĩa là "chân lý " trong tiếng Hàn, với Sulli theo gợi ý của một phóng viên cảm thấy tên khai sinh của cô là "quá Kitô giáo" và những người từ các tôn giáo khác sẽ không thích điều đó. Trong một cuộc phỏng vấn, cô đã giải thích nghệ danh của mình có nghĩa là "hoa lê trong tuyết".
Ngày 19 tháng 8 năm 2014, cả hai công ty quản lý Amoeba Culture và SM Entertainment đều xác nhận Sulli và rapper Choiza của nhóm Dynamic Duo đang hẹn hò kể từ tháng 9 năm 2013. Ngày 6 tháng 3 năm 2017, công ty quản lý SM Entertainment xác nhận cặp đôi đã chia tay sau 2 năm 7 tháng hẹn hò do những khác biệt trong lối sống.
 Cả hai đã chịu đựng những bình luận ác ý và bạo lực mạng trong suốt thời gian công khai mối quan hệ.
Ngày 10 tháng 5 năm 2017, công ty quản lý xác nhận Sulli đang hẹn hò với Kim Min Joon là giám đốc âm nhạc và hơn cô 11 tuổi.
Vào tháng 10 năm 2018, Sulli tiết lộ rằng cô đã phải vật lộn với rối loạn hoảng sợ và ám ảnh sợ xã hội từ khi còn nhỏ. Trước khi qua đời, Sulli mắc chứng trầm cảm nghiêm trọng.

## Qua đời

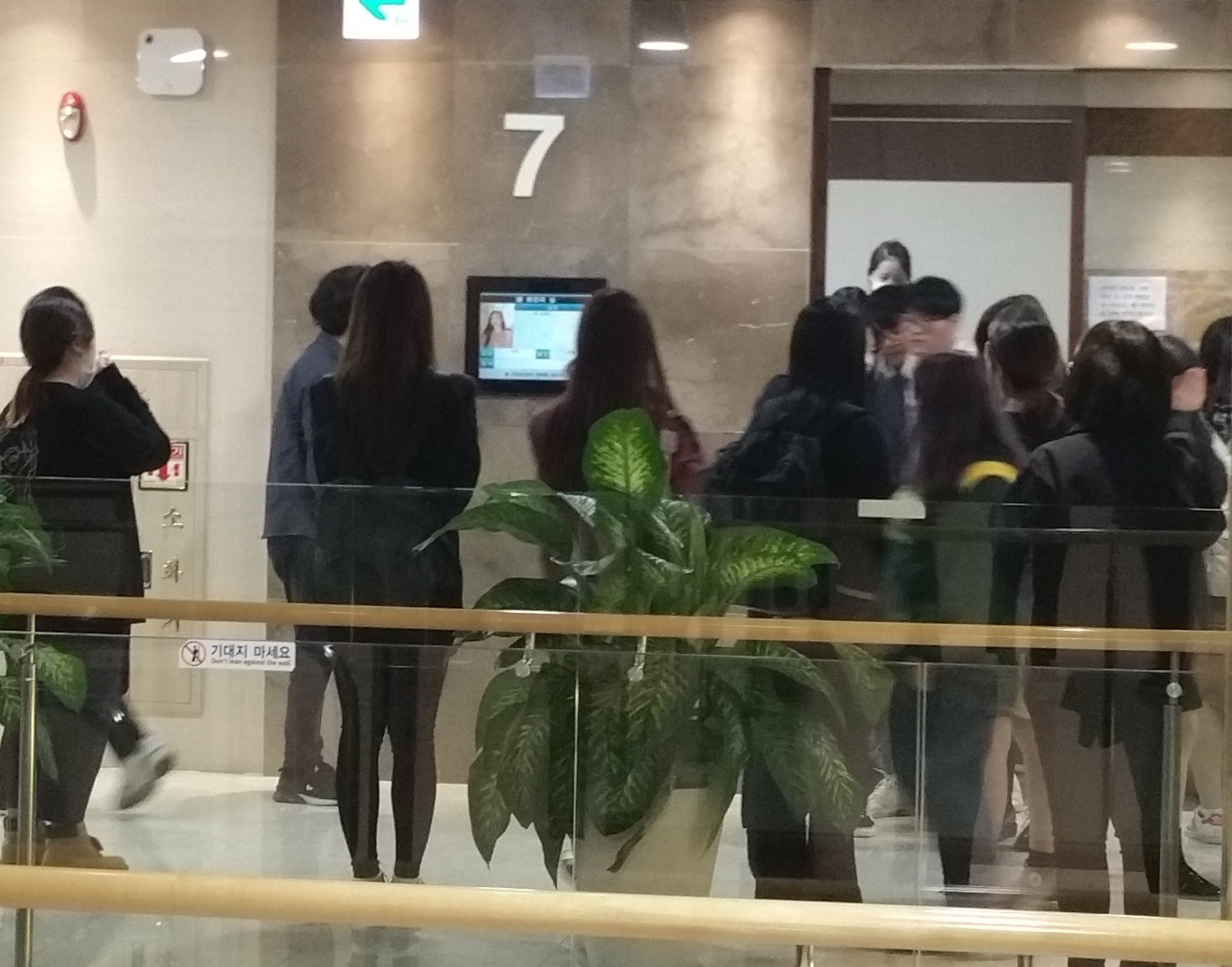
Người hâm mộ trước cổng nhà tưởng niệm, Bệnh viện Severance, ngày 16 tháng 10 năm 2019

Ngày 14 tháng 10 năm 2019, khoảng 3h20 chiều (giờ Hàn Quốc), Sulli được tìm thấy là đã chết trong tư thế treo cổ ở trên tầng 2 tại nhà riêng của cô ở Seongnam, Gyeonggi.Người phát hiện cô tự tử chính là quản lí (anh trai ruột của cô), Choi Gun Hee. Choi Gun Hee kể lại rằng anh đã không thể liên lạc được với em gái mình từ chiều hôm trước (13/10), vì thế nên anh đã tìm đến nhà riêng của cô để xem xét tình hình.Và sau đó đã phát hiện rằng cô đã tự kết liễu bản thân trong trạng thái treo cổ ở tầng 2 trong căn hộ riêng. Phía cảnh sát và các điều tra viên đều cho rằng Sulli rất có thể đã tự sát chứ không hề bị sát hại hay bị đột nhập, họ cũng đã tìm ra được một lá thư được chính Sulli viết ngay trước khi cô tự tử để gửi đến anh trai, trong thư cô nói rằng cô "không muốn sống trên cõi đời này nữa" và cô mong anh trai "hãy hoả táng và chôn cất mình ở quê nhà Busan". Ngày 15 tháng 10 cảnh sát đã hoàn thành cuộc khám nghiệm tử thi để xác định nguyên nhân cái chết của Sulli.
Tang lễ của Sulli được tổ chức chỉ với sự tham gia của người thân và bạn bè cô. Tuy nhiên công ty quản lý của nữ ca sĩ đã tổ chức buổi tưởng niệm tại một khu riêng trong nhà tang lễ của bệnh viện Severance ở  Sinchon-dong, Seoul trong hai ngày 15 và 16 để người hâm mộ có thể đến chia buồn và tiễn đưa.

## Danh sách phim

### Phim điện ảnh
| Năm  | Tên Phim                                                 | Vai Diễn      | Ghi chú                                   |
| ---- | -------------------------------------------------------- | ------------- | ----------------------------------------- |
| 2007 | Punch Lady                                               | Gwak Chun-sim |                                           |
| 2008 | BABO                                                     | Ji-ho lúc nhỏ |                                           |
| 2010 | A Turtle's Tale: Sammy's Adventures                      | Shelly        | Lồng tiếng phiên bản Hàn Quốc với Daesung |
| 2012 | I AM. – SM Town Live World Tour in Madison Square Garden | Cá nhân       | Tư liệu của SMTown ở New York             |
| 2014 | The Pirates                                              | Heuk-myo      | Vai phụ                                   |
| 2014 | Fashion King                                             | Kwak Eun-jin  | Vai nữ chính                              |
| 2016 | Real                                                     | Song Yoo Hwa  | Vai nữ chính                              |

### Phim truyền hình
| Năm  | Tựa đề                              | Vai                       | Kênh | Ghi chú                        |
| ---- | ----------------------------------- | ------------------------- | ---- | ------------------------------ |
| 2005 | Bài ca Sơ Đông                      | Công chúa Sun-hwa hồi nhỏ | SBS  |                                |
| 2005 | Love Needs A Miracle                | Na Sun Ju                 | SBS  |                                |
| 2006 | Vacation                            | Jin Joo                   | SBS  | Tập 4: "Eternal"               |
| 2007 | Drama City                          | No Kkot-Boon              | KBS  | Tập: "The Flower Girl is Here" |
| 2011 | Welcome to the Show                 |                           | SBS  |                                |
| 2012 | To The Beautiful You                | Goo Jae Hee               | SBS  |                                |
| 2019 | Hotel Del Luna - Khách sạn huyền bí | Jung Ji Yeon              | tvN  |                                |

### Phim chiếu mạng
| Năm  | Tựa đề                      | Kênh    | Ghi chú |
| ---- | --------------------------- | ------- | --- |
| 2023 | Persona: Sulli (Dear Jinri) | Netflix | Phim tài liệu vốn được quay từ năm 2019 nhưng Sulli đột ngột qua đời. Đến năm 2023, nhà sản xuất quyết định công chiếu phim để tưởng nhớ nữ nghệ sĩ. |

### Chương trình truyền hình
| Năm       | Tên                                                       | Vai trò                    |
| --------- | --------------------------------------------------------- | -------------------------- |
| 2010–2011 | SBS Inkigayo                                              | MC                         |
| 2010      | Hello f(x)                                                | Thành viên f(x)            |
| 2011      | Running Man tập 55                                        | Khách mời                  |
| 2010–2011 | Koala f(x)                                                | Chương trình riêng củaf(x) |
| 2012      | Running Man tập 75                                        | Khách mời                  |
| 2013      | Running Man tập 129, 153, 154 Happy together Strong heart | Khách mời                  |
| 2013      | Amazing f(x)                                              | Thành viên f(x)            |
| 2013      | Go f(x)                                                   | Thành viên f(x)            |

## Quảng cáo
- 2006: Maru-i kids clothes[98] với Yoo Seung Ho
- 2007: Pepero cookie stick[99] với Ayumi Lee
- 2009: LG Cyon Chocolate phone[100] với f(x) & SNSD
- 2009: K-Swiss với f(x)
- 2009: Auction Co.[101] with f(x) & SHINee
- 2009: Nana's B cream
- 2009: LG Lollipop với f(x) & M.I.C
- 2010: Bbusyeo Bbusyeo snack với f(x)
- 2010: LG Optimus Z phone[102] với Gong Yoo
- 2010: FreeStyle Street Basketball với f(x)
- 2010: Calvin Klein jeans[103] với Victoria Song & Krystal Jung
- 2010: Love living with rabbits (H2) với f(x), SHINee, & Zhang Liyin
- 2010: Sony Cybershot TX9[104]
- 2010: Chicken Mania với Victoria Song, Luna Park & Krystal Jung
- 2010: Elite Uniform với Victoria Song, Luna Park, Krystal Jung & Infinite
- 2010: Crown Bakery với Victoria Song, Luna Park & Krystal Jung
- 2010: Video Game "Gran Age" với Victoria Song, Luna Park & Krystal Jung
- 2011: FIFA Online 2[105]
- 2011: Smoothie King[106] với Victoria Song
- 2011: Sony Cybershot WX7[107]
- 2011: QUA Fashion Corp[108] với Krystal Jung

## Giải thưởng
| Năm  | Giải                    | Hạng mục               | Kết quả   | Chú thích |
| ---- | ----------------------- | ---------------------- | --------- | --------- |
| 2005 |                         | Big Ribbon Child Award | Đoạt giải | [ 109 ]   |
| 2012 | Mnet 20's Choice Awards | New Star Award         | Đoạt giải | [ 109 ]   |